# جان فرانسوا شتاينر
جان فرانسوا شتاينر (بالفرنسية: Jean-François Steiner) هو كاتب فرنسي، ولد في 17 فبراير 1938 في باريس في فرنسا.